# Theridiosoma kikuyu
Theridiosoma kikuyu is een spinnensoort in de taxonomische indeling van de parapluspinnen (Theridiosomatidae).
Het dier behoort tot het geslacht Theridiosoma. De wetenschappelijke naam van de soort werd voor het eerst geldig gepubliceerd in 1979 door Paolo Marcello Brignoli.